# Liste der denkmalgeschützten Objekte in Lwówek Śląski
Grundlage dieser Liste der denkmalgeschützten Objekte in Lwówek Śląski (Powiat Lwówek Śląski) in der Woiwodschaft Niederschlesien sind die Listen des Narodowy Instytut Dziedzictwa (NID, deutsch Nationales Institut für Kulturerbe), siehe unter NID-Listen der Woiwodschaften unter "Wykaz zabytków nieruchomych wpisanych do rejestru zabytków" - Liste der unbeweglichen Denkmäler, eingetragen im Register der Denkmäler. 
Die folgenden Angaben ersetzen nicht die rechtsverbindliche Auskunft der Denkmalbehörde.

## Legende
- Lage: Angabe von Ort, Straßenname und Hausnummer des Kulturdenkmals. Der Link Standort führt zu verschiedenen Kartendarstellungen und nennt die Koordinaten des Kulturdenkmals.
- Objekt: Name, Bezeichnung oder die Art des Kulturdenkmals.
- Beschreibung: gibt die baulichen und geschichtlichen Einzelheiten des Kulturdenkmals an, vorzugsweise die Denkmaleigenschaften.
- NID-Nr.: Registriernummer des Kulturdenkmals entsprechend den Listen des Narodowy Instytut Dziedzictwa (NID, deutsch Nationalinstitut für Kulturerbe). Sie identifiziert das Kulturdenkmal eindeutig.
- Bild: zeigt ein Bild des Kulturdenkmals und gegebenenfalls einen Link zu weiteren Fotos des Kulturdenkmals im Medienarchiv Wikimedia Commons.

## Denkmalgeschützte Objekte der StadtLwówek Śląski
Die denkmalgeschützten Objekte in der Stadt Lwówek Śląski werden entsprechend der polnischen Denkmalliste nach Ortsteilen aufgelistet.

### Lwówek Śląski(Löwenberg)
| Lage                                                                 | Objekt                                                                                   | Beschreibung | NID-Nr.     | Bild                      |
| -------------------------------------------------------------------- | ---------------------------------------------------------------------------------------- | --- | ----------- | ------------------------- |
| Lwówek Śląski (Standort)                                             | Stadt Lwówek Śląski                                                                      | Stadt Lwówek Śląski | A/1807/383  | Stadt Lwówek Śląski       |
| Lwówek Śląski, ul. Kościelna (Standort)                              | Pfarrkirche Mariä Himmelfahrt                                                            | Pfarrkirche Mariä Himmelfahrt in Lwówek Śląski, um 1300, 16. Jh. | A/1977/75   | weitere Bilder            |
| Lwówek Śląski, ul. Malinowskiego (Standort)                          | Ehem. evangelische Kirche                                                                | Ehem. evangelische Kirche in Lwówek Śląski, jetzt nur noch Kirchturm, Mitte 18. Jh., 19. Jh.                                                                        | A/5428/1525 | weitere Bilder            |
| Lwówek Śląski, ul. Kościelna (Standort)                              | Friedhofskapelle zum hl. Kreuz                                                           | Friedhofskapelle zum hl. Kreuz in Lwówek Śląski, 1496, 1682, 1760                                                                                                   | 798/J       | weitere Bilder            |
| Lwówek Śląski (Standort)                                             | Sachgesamtheit Franziskanerkloster                                                       | Franziskanerkloster in Lwówek Śląski, um 1300, 14. Jh., 15. Jh. | A/5401/1963 | weitere Bilder            |
| Lwówek Śląski, ul. Szkolna (Standort)                                | Pfarrkirche des hl. Franz von Assisi                                                     | Pfarrkirche des hl. Franz von Assisi in Lwówek Śląski, um 1300, 14. Jh., 15. Jh.                                                                                    | A/5401/1963 | weitere Bilder            |
| Lwówek Śląski, ul. Malinowskiego 2 (Standort)                        | Kloster Lwówek Śląski                                                                    | Kloster Lwówek Śląski, um 1300, 14. Jh., 15. Jh. | A/5401/1963 | BW                        |
| Lwówek Śląski, ul. Kościelna 29 (Standort)                           | Johanniter-Kommende                                                                      | Johanniter-Kommende in Lwówek Śląski, 1728, 1760 | 799/J       | weitere Bilder            |
| Lwówek Śląski, al. Wojska Polskiego (Standort)                       | Friedhof Lwówek Śląski                                                                   | Kommunalfriedhof Lwówek Śląski, 4. Viertel des 18. Jh. | 908/J       | weitere Bilder            |
| Lwówek Śląski (Standort)                                             | Sachgesamtheit Befestigungsmauer                                                         | Befestigungsmauer in Lwówek Śląski, 14./15. Jh. | A/5500/338  | BW                        |
| Lwówek Śląski (Standort)                                             | Befestigungsmauer mit Bastionen                                                          | Befestigungsmauer mit Bastionen in Lwówek Śląski, 14./15. Jh. | A/5500/338  | weitere Bilder            |
| Lwówek Śląski, ul. Przyjaciół Żołnierza (Standort)                   | Wehrturm Bolesławiecka                                                                   | Wehrturm Bolesławiecka in Lwówek Śląski | 623         | weitere Bilder            |
| Lwówek Śląski, al. Wojska Polskiego (Standort)                       | Stadtmauer und Parkanlage                                                                | Stadtmauer und Parkanlage in Lwówek Śląski, 1870 | 1211/J      | Stadtmauer und Parkanlage |
| Lwówek Śląski (Standort)                                             | Rathaus                                                                                  | Rathaus Lwówek Śląski, 1522, 1545, 1905 | A/5516/62   | weitere Bilder            |
| Lwówek Śląski, ul. Jaśkiewicza 29 (Standort)                         | Haus                                                                                     | Haus in Lwówek Śląski, 1788 | 800/J       | BW                        |
| Lwówek Śląski, ul. Szpitalna 1 (Standort)                            | Haus                                                                                     | Haus in Lwówek Śląski | A/5400/1965 | BW                        |
| Lwówek Śląski, ul. Szpitalna 2 (Standort)                            | Haus                                                                                     | Haus in Lwówek Śląski (nicht auf der Liste von WUOZ Wrocław) | 1965        | BW                        |
| Lwówek Śląski, ul. Szpitalna 3 (Standort)                            | Haus                                                                                     | Haus in Lwówek Śląski | A/5400/1965 | Haus                      |
| Lwówek Śląski, pl. Wolności 21 (Rynek 7) (Standort)                  | Städtische Kramerläden                                                                   | Städtische Kramerläden (sog. Brothaus und Schuhbänke) in Lwówek Śląski, Ende 15. Jh., frühes 20. Jh.                                                                | A/5468/1029 | weitere Bilder            |
| Lwówek Śląski, pl. Wolności 22-27 (Rynek 8-15) (Standort)            | Gebäude am Marktplatz                                                                    | Gebäude am Marktplatz (Rathausblock und Fassaden) in Lwówek Śląski                                                                                                  | 330         | weitere Bilder            |
| Lwówek Śląski, pl. Wolności 8,15-23,25,30-37,55,60-62,65-69,77-80 () | Rathausblock und Fassaden                                                                | Rathausblock und Fassaden in Lwówek Śląski (26 Häuser, existiert nicht mehr)                                                                                        | 337         |                           |
| Lwówek Śląski (Standort)                                             | Steinerne Brücke                                                                         | Steinerne Brücke über den Bober in Lwówek Śląski, 1792 | A/5885      | Steinerne Brücke          |
| Lwówek Śląski, ul. Traugutta (Standort)                              | Mälzerei                                                                                 | Mälzerei in Lwówek Śląski | A/6101      | BW                        |
| Lwówek Śląski, aleja Wojska Polskiego 25 (Standort)                  | Palais Hohenzollern, später Landratsamt , jetzt Stadt- und Gemeindeamt von Lwówek Śląski | Palais des Fürsten Friedrich Wilhelm Constantin von Hohenzollern-Hechingen, 1850–1852 nach Entwürfen von Friedrich August Stüler im Stil der Neorenaissance erbaut. | A/5941      | weitere Bilder            |
| Lwówek Śląski-Płakowice (Plagwitz), ul. Pałacowa 4 (Standort)        | Schloss Płakowice                                                                        | Schloss Plagwitz, später als Provinzial-Heil und Pflegeanstalt Plagwitz am Bober genutzt, 1550                                                                      | A/5505/274  | weitere Bilder            |

### Bielanka (Lauterseiffen)
| Lage                | Objekt                       | Beschreibung                                                           | NID-Nr.     | Bild           |
| ------------------- | ---------------------------- | ---------------------------------------------------------------------- | ----------- | -------------- |
| Bielanka (Standort) | Friedhofskirche der hl. Anna | Friedhofskirche der hl. Anna in Bielanka. 14. Jh., 17. Jh., 1967, 1975 | A/5431/1515 | weitere Bilder |

### Brunów(Braunau)
| Lage              | Objekt                         | Beschreibung                                     | NID-Nr.      | Bild           |
| ----------------- | ------------------------------ | ------------------------------------------------ | ------------ | -------------- |
| Brunów (Standort) | Sachgesamtheit Schloss Braunau | Schloss Braunau                                  | A/5386/486/J | weitere Bilder |
| Brunów (Standort) | Schloss Braunau                | Schloss Braunau, 3. Viertel des 18. Jh., 19. Jh. | A/5386/486/J | BW             |
| Brunów (Standort) | Nebengebäude                   | Nebengebäude in Brunów, 18. Jh.                  | A/5386/486/J | Nebengebäude   |
| Brunów (Standort) | Kapelle Brunów                 | Kapelle in Brunów, 2. Hälfte des 19. Jh.         | A/5386/486/J | BW             |
| Brunów (Standort) | Stall                          | Stall in Brunów, 2. Hälfte des 19. Jh.           | A/5386/486/J | Stall          |
| Brunów (Standort) | Park Brunów                    | Park in Brunów, 2. Hälfte des 18. Jh.            | A/5385/487/J | Park Brunów    |
| Brunów (Standort) | Mausoleum                      | Mausoleum der Familie von Cottenet in Brunów     | A/5876       | BW             |

### Chmielno(Ludwigsdorf)
| Lage                | Objekt                    | Beschreibung                                       | NID-Nr.     | Bild                      |
| ------------------- | ------------------------- | -------------------------------------------------- | ----------- | ------------------------- |
| Chmielno (Standort) | Filialkirche Mariä Geburt | Filialkirche Mariä Geburt in Chmielno, 15./16. Jh. | A/2037/1131 | Filialkirche Mariä Geburt |

### Dębowy Gaj (Siebeneichen)
| Lage                     | Objekt                    | Beschreibung                                                                    | NID-Nr.      | Bild |
| ------------------------ | ------------------------- | ------------------------------------------------------------------------------- | ------------ | ---- |
| Dębowy Gaj (Standort)    | Grabkapelle               | Grabkapelle, jetzt Kirche des hl. Maximilian Kolbe in Dębowy Gaj, Mitte 17. Jh. | A/2152/954/J | BW   |
| Dębowy Gaj ()            | Sachgesamtheit Herrenhaus | Herrenhaus der Familie von Schweinitz in Dębowy Gaj, 1620, 1754, 19. Jh.        |              |      |
| Dębowy Gaj (Standort)    | Herrenhaus                | Herrenhaus in Dębowy Gaj, 1620, 1754                                            | A/5507/272   | BW   |
| Dębowy Gaj (Standort)    | Nebengebäude, 1780, XIX   | Nebengebäude zum Herrenhaus in Dębowy Gaj, 1780, 19. Jh.                        | A/5694/614/J | BW   |
| Dębowy Gaj (Standort)    | Park                      | Park zum Herrenhaus in Dębowy Gaj, 1780, 2. Hälfte des 19. Jh.                  | A/5673/682/J | BW   |
| Dębowy Gaj 23 (Standort) | Haus Nr 23                | Haus in Dębowy Gaj, 2. Viertel des 19. Jh.                                      | A/5787       | BW   |

### Dłużec (Lang Neundorf)
| Lage              | Objekt                     | Beschreibung                                           | NID-Nr.     | Bild |
| ----------------- | -------------------------- | ------------------------------------------------------ | ----------- | ---- |
| Dłużec (Standort) | Pfarrkirche der hl. Hedwig | Pfarrkirche der hl. Hedwig in Dłużec, 16. Jh., 19. Jh. | A/2101/1517 | BW   |

### Kotliska (Kesselsdorf)
| Lage                | Objekt                       | Beschreibung                                                                                     | NID-Nr.       | Bild           |
| ------------------- | ---------------------------- | ------------------------------------------------------------------------------------------------ | ------------- | -------------- |
| Kotliska (Standort) | Pfarrkirche des hl. Nikolaus | Pfarrkirche des hl. Nikolaus in Kotliska, 15. Jh., 19. Jh.                                       | A/2035/1133   | weitere Bilder |
| Kotliska ()         | Friedhof                     | Friedhof in Kotliska, 15. Jh.                                                                    | A/2036/1065/J |                |
| Kotliska (Standort) | Evangelische Kirche          | Evangelische Kirche, jetzt röm.-kath. Kirche des hl. Nikolaus und Maria-Schnee in Kotliska, 1910 | A/1134        | weitere Bilder |
| Kotliska (Standort) | Evangelischer Friedhof       | Evangelischer Friedhof in Kotliska, Mitte 19. Jh.                                                | 160/A/03      | BW             |

### Nagórze (Neundorf-Liebenthal)
| Lage               | Objekt                                       | Beschreibung                      | NID-Nr. | Bild           |
| ------------------ | -------------------------------------------- | --------------------------------- | ------- | -------------- |
| Nagórze (Standort) | Sachgesamtheit Herrenhaus Nagórze, XIX, 1924 | Herrenhaus Nagórze, 19. Jh., 1924 | 1107/J  | weitere Bilder |
| Nagórze ()         | Herrenhaus                                   | Herrenhaus in Nagórze, 1924       | 1107/J  |                |
| Nagórze ()         | Park Nagórze                                 | Park in Nagórze, 19. Jh., 1924    | 1107/J  |                |

### Niwnice (Neuland)
| Lage                          | Objekt                                     | Beschreibung                                                                    | NID-Nr.       | Bild           |
| ----------------------------- | ------------------------------------------ | ------------------------------------------------------------------------------- | ------------- | -------------- |
| Niwnice (Standort)            | Sachgesamtheit Filialkirche der hl. Hedwig | Filialkirche der hl. Hedwig von Andechs in Niwnice                              | A/2144/876/J  | BW             |
| Niwnice (Standort)            | Filialkirche der hl. Hedwig                | Filialkirche der hl. Hedwig von Andechs in Niwnice, Mitte 13. Jh., 16. Jh.      | A/2144/876/J  | weitere Bilder |
| Niwnice (Standort)            | Friedhof Niwnice                           | Friedhof Niwnice, spätes 13. Jh., 16. Jh.                                       | A/2145/1066/J | BW             |
| Niwnice (Standort)            | Einfriedung mit Tor                        | Einfriedung mit Tor in Niwnice, Mitte des 13. Jh., 16. Jh.                      | 1066/J        | BW             |
| Niwnice ()                    | Sachgesamtheit Schloss Neuland             | Schloss Neuland in Niwnice                                                      | 1128/J        |                |
| Niwnice (Standort)            | Schloss Neuland                            | Schloss Neuland in Niwnice, jetzt Schule, 1800                                  | 1128/J        | weitere Bilder |
| Niwnice (Standort)            | Schlosspark                                | Schlosspark in Niwnice                                                          | 679/J         | Schlosspark    |
| Niwnice (Standort)            | Sachgesamtheit Herrenhaus Cunzendorf       | Herrenhaus Cunzendorf in Niwnice                                                | 621/J         | BW             |
| Niwnice (Bartniki) (Standort) | Herrenhaus Cunzendorf                      | Ruine des Herrenhauses Cunzendorf in Niwnice, 1597, 1647, 19. Jh.               | 621/J         | weitere Bilder |
| Niwnice (Standort)            | Wirtschaftsgebäude                         | Wirtschaftsgebäude in Niwnice, 4. Viertel des 19. Jh.                           | 355/A/1-3/04  | BW             |
| Niwnice (Standort)            | Steinerne Brücke                           | Steinerne Brücke in Niwnice, 2. Hälfte des 16. Jh.                              |               | BW             |
| Niwnice (Standort)            | Park Niwnice                               | Park in Niwnice, 4. Viertel des 19. Jh.                                         |               | BW             |
| Niwnice (Standort)            | Herrenhaus „Lipowy Dwór“                   | Herrenhaus Lipowy Dwór in Niwnice, 2. Hälfte des 18. Jh., 2. Hälfte des 19. Jh. | A/5935        | weitere Bilder |

### Płóczki Górne (Ober Görisseiffen)
| Lage                        | Objekt                            | Beschreibung                                                      | NID-Nr.     | Bild           |
| --------------------------- | --------------------------------- | ----------------------------------------------------------------- | ----------- | -------------- |
| Płóczki Górne (Standort)    | Filialkirche des hl. Bartholomäus | Filialkirche des hl. Bartholomäus in Płóczki Górne, 13. Jh., 1558 | A/2132/1950 | weitere Bilder |
| Płóczki Górne 46 (Standort) | Wohn- und Wirtschaftsgebäude      | Wohn- und Wirtschaftsgebäude in Płóczki Górne                     | A/5864      | BW             |

### Radłówka (Hartelangenvorwerk)
| Lage                | Objekt           | Beschreibung                    | NID-Nr.    | Bild           |
| ------------------- | ---------------- | ------------------------------- | ---------- | -------------- |
| Radłówka (Standort) | Zamek w Radłówce | Burgruine bei Radłówka, 16. Jh. | A/5478/960 | weitere Bilder |

### Rakowice Wielkie (Groß Rackwitz)
| Lage                        | Objekt                | Beschreibung                                                             | NID-Nr.    | Bild                  |
| --------------------------- | --------------------- | ------------------------------------------------------------------------ | ---------- | --------------------- |
| Rakowice Wielkie (Standort) | Bürgerlicher Wohnturm | Bürgerlicher Wohnturm auf dem Bauernhof in Rakowice Wielkie, 15./16. Jh. | A/5477/964 | Bürgerlicher Wohnturm |
| Rakowice Wielkie (Standort) | Fürstlicher Wohnturm  | Fürstlicher Wohnturm in Rakowice Wielkie, 16. Jh.                        | A/5476/965 | Fürstlicher Wohnturm  |

### Skała (Hohlstein)
| Lage             | Objekt                           | Beschreibung                                 | NID-Nr.    | Bild           |
| ---------------- | -------------------------------- | -------------------------------------------- | ---------- | -------------- |
| Skała ()         | Sachgesamtheit Schloss Hohlstein | Schloss Hohlstein in Skała, 17. Jh., 19. Jh. | A/5506/273 |                |
| Skała (Standort) | Schloss Hohlstein                | Schloss Hohlstein in Skała, 17. Jh., 19. Jh. | A/5506/273 | weitere Bilder |
| Skała (Standort) | Park Skała                       | Park in Skała, 17. Jh., 19. Jh.              | 676/J      | BW             |

### Skorzynice(Hartliebsdorf)
| Lage                     | Objekt                                  | Beschreibung                                                         | NID-Nr.    | Bild               |
| ------------------------ | --------------------------------------- | -------------------------------------------------------------------- | ---------- | ------------------ |
| Skorzynice 5 (Standort)  | Wohn- und Wirtschaftsgebäude Skorzynice | Wohn- und Wirtschaftsgebäude in Skorzynice, 1863                     | 797/J      | BW                 |
| Skorzynice 26 (Standort) | Sachgesamtheit Bauernhof                | Bauernhof in Skorzynice                                              | A/5783/1-2 | BW                 |
| Skorzynice 26 (Standort) | Wohn- und Viehhaus                      | Wohn- und Viehhaus in Skorzynice, Ende 18. Jh., 1827, spätes 20. Jh. | A/5783/1-2 | Wohn- und Viehhaus |
| Skorzynice 26 (Standort) | Scheune                                 | Scheune in Skorzynice, 1781, 19./20. Jh.                             | A/5783/1-2 | BW                 |

### Sobota (Zobten a. Bober)
| Lage              | Objekt                             | Beschreibung                                            | NID-Nr. | Bild                               |
| ----------------- | ---------------------------------- | ------------------------------------------------------- | ------- | ---------------------------------- |
| Sobota (Standort) | Ruine der Peter-Paul-Kirche Sobota | Ruine der Peter-Paul-Kirche in Sobota, 15. Jh., 19. Jh. | 929/J   | Ruine der Peter-Paul-Kirche Sobota |
| Sobota ()         | Friedhof Sobota                    | Friedhof Sobota, 15. Jh.                                |         |                                    |
| Sobota (Standort) | Park Sobota                        | Park in Sobota, 2. Hälfte des 19. Jh.                   | 794/J   | BW                                 |

### Włodzice Wielkie (Groß Walditz)
| Lage                                        | Objekt                                                             | Beschreibung                                                                                 | NID-Nr.     | Bild           |
| ------------------------------------------- | ------------------------------------------------------------------ | -------------------------------------------------------------------------------------------- | ----------- | -------------- |
| Włodzice Małe 15 (Klein Walditz) (Standort) | Gasthaus (Karczma)                                                 | Gasthaus in Włodzice Małe, jetzt Wohnhaus, 17. Jh.                                           | 665/J       | BW             |
| Włodzice Wielkie (Standort)                 | Pfarrkirche des hl. Erzengels Michael                              | Pfarrkirche des hl. Erzengels Michael in Włodzice Wielkie, 14. Jh.                           | A/2003/1030 | weitere Bilder |
| Włodzice Wielkie (Standort)                 | Evangelische Kirche, jetzt röm-kath. Kirche Maria - Königin Polens | Evangelische Kirche in Włodzice Wielkie, jetzt röm-kath. Kirche Maria - Königin Polens, 1770 | A/6065      | weitere Bilder |

### Zbylutów (Deutmannsdorf)
| Lage                   | Objekt                        | Beschreibung                                                          | NID-Nr.     | Bild           |
| ---------------------- | ----------------------------- | --------------------------------------------------------------------- | ----------- | -------------- |
| Zbylutów (Standort)    | Pfarrkirche Mariä Himmelfahrt | Pfarrkirche Mariä Himmelfahrt in Zbylutów, Mitte 13. Jh., 15./19. Jh. | A/2038/1031 | weitere Bilder |
| Zbylutów 31 (Standort) | Haus Nr. 31                   | Haus in Zbylutów, 1835                                                | 795/J       | BW             |

### Żerkowice (Sirgwitz)
| Lage                 | Objekt                      | Beschreibung                                               | NID-Nr.      | Bild           |
| -------------------- | --------------------------- | ---------------------------------------------------------- | ------------ | -------------- |
| Żerkowice (Standort) | Rosenkranz-Kirche Żerkowice | Kirche St. Maria Rosenkranz in Żerkowice, 16. Jh., 19. Jh. | A/2173/796/J | weitere Bilder |